# Djambi

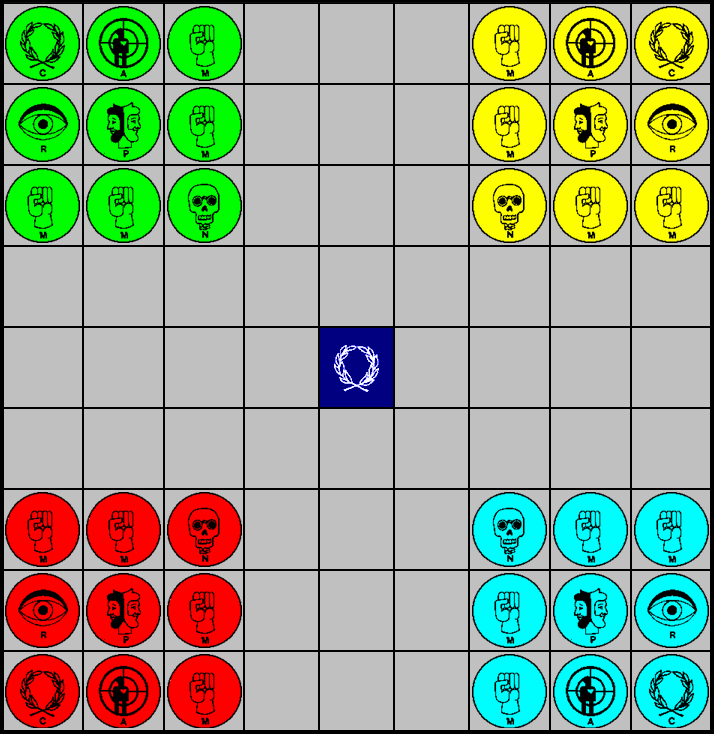
Tablero de Djambi con las piezas en su posición de comienzo. Cada pieza es identificada con la primera letra de su nombre o un símbolo.

El djambi o ajedrez de Maquiavelo es un juego para cuatro personas inventado por Jean Anesto en 1975. Se clasifica como juego de tablero abstracto.
Según el libro de Oriol comas "el mundo en juegos" este fue creado en 1968 por un equipo de discípulos del filósofo Focault.

## Reglas
Hay una edición en español de las reglas de este juego preparada por el antropólogo Roger Bartra, con abundantes comentarios políticos muy imaginativos. Fue publicada en México en 1979 con el título "Yang-Pî: El Juego del Poder".

### Material
Se juega sobre un tablero de 9 filas por 9 columnas (81 casillas cuadradas). La casilla central se marca empleando un color diferente al del resto del tablero o mediante alguna señal.
Cada jugador dispone inicialmente de nueve fichas de diferentes tipos:
- 1 Líder (C), en las puntas.
- 1 Asesino (A), horizontalmente adyacentes a los líderes.
- 1 Reportero (R), encima de los líderes.
- 1 Provocador (P), adyacente al reportero y al asesino.
- 1 Necromóvil (N), en la punta del grupo, formando una línea diagonal con el provocador y el líder.
- 4 Militantes (M), dos debajo del necromóvil y dos junto a este.

De esta forma, cada grupo de piezas ocupa un espacio de 3x3 casillas.

### Objetivo
El objetivo del juego es matar a los líderes del resto de jugadores. Cada jugador juega individualmente, aunque se pueden formar alianzas.

### Posición inicial
Las fichas se colocan en las esquinas del tablero, una por cada jugador, ocupando un cuadrado de 3x3. El líder se coloca en la esquina, el necromóvil en la opuesta, el provocador en el centro, el reportero y el asesino en las casillas adyacentes al líder y los militantes en las restantes.

### Movimientos
Cada jugador mueve en su turno una de sus fichas, pudiendo matar con este movimiento a una ficha contraria. El líder es la única ficha que puede quedarse en la casilla central, el resto de fichas pueden moverse a esta casilla, pero deben mover de nuevo en el mismo turno a otra casilla del tablero. Cuando un jugador tiene a su líder ocupando la casilla central, vuelve a hacer un movimiento tras el turno de cada uno de sus adversarios.
Las fichas pueden mover en cualquiera de las ocho direcciones posibles, tantas casillas como quieran, salvo los militantes que sólo pueden desplazarse una o dos casillas. Ninguna ficha puede saltar sobre otra.

### Capturas
Las fichas de un jugador pueden matar a fichas de otros jugadores. A la ficha muerta se le da la vuelta y se deja en el tablero.
- Los militantes y el líder matan desplazándose a la casilla ocupada por una ficha contraria, a la que matan, y la mueven a cualquier casilla vacía del tablero, excepto la central. Un militante no puede matar a un líder situado en la casilla central.
- El asesino mata de la misma forma, pero debe situar la ficha muerta en la casilla que ocupaba antes de mover.
- El reportero mata ocupando una casilla adyacente vertical u horizontalmente (no en diagonal) a la casilla ocupada por la ficha contraria. La ficha muerta no se mueve.

El provocador y el necromóvil pueden mover fichas contrarias:
- El provocador puede mover fichas vivas contrarias desplazándose hasta la casilla que ocupan. Las sitúa en cualquier casilla vacía excepto la central si esa ficha no es un líder.
- El necromóvil mueve fichas contrarias de la misma forma que el provocador, pero solo si están muertas y nunca a la casilla central.

### Muerte del líder
Cuando un jugador mata al líder de otro jugador, toma control de sus fichas de forma que en su turno podrá mover una de sus propias fichas o una de las que ha controlado.
Cuando el líder de un jugador sin necromóvil es rodeado por fichas muertas, muere, excepto si está en la casilla central. Sus fichas pasan a ser controladas por el jugador que tiene a su líder en la casilla central o, si no hay ninguno, por el que sitúe a su líder antes en la casilla central (mientras no se pueden mover o matar las fichas del líder muerto). Aunque el líder abandone la casilla central seguirá controlando esas fichas.

### Fin de la partida
Una partida termina cuando un jugador mata a los líderes del resto de jugadores, siendo éste quien gana la partida.